# 奎尔拉
奎尔拉（德語：Quirla，發音：[ˈkvɪʁla]）是德国图林根州萨勒-霍尔茨兰县曾经的一个市镇，面积4.07平方千米，2017年12月31日人口为504人。2019年1月1日，奎尔拉与市镇博尔贝格并入市镇施塔特罗达。